# Nominativní determinismus
Nominativní determinismus je označení psychologické hypotézy, podle které osobní jméno člověka ovlivňuje jeho volbu povolání. Myšlenku nadnesli už německý psychoanalytik Karl Abraham a švýcarský psycholog Carl Gustav Jung, který jako jeden příklad uváděl svého kolegu Sigmunda Freuda (kořen německého jména Freud odkazuje k „radosti“ a Freud se profesně zabýval rolí potěšení v psychice lidí). 
Označení konceptu „nominativní determinismus“ (anglicky nominative determinism) přinesl v roce 1994 v časopise New Scientist John Hoyland a uchytilo se.